# První bitva u Summy
První bitva u vesnice Summo (dnešní Soldatskoje) 16. prosince 1939 – 22. prosince 1939 byla významným střetnutím na začátku zimní války, v němž se Finům podařilo zastavit postup Rudé armády na hlavní silnici vedoucí z Leningradu do Viipuri (dnešní Vyborg).

## Průběh bitvy
Finové vybudovali na tomto výběžku Mannerheimovy linie 41 železobetonových bunkrů, jejichž obrana byla lepší než kdekoliv jinde v Karelské šíji, protože se jednalo o poslední obrannou linii před Viipuri. Přestože se Sovětům podařilo dosáhnout průlomu linie asi s 20 tanky východně od Summy, poblíž Munasuo, nepodařilo se sovětskému štábu celou operaci logisticky zvládnout, protože se naplno projevily nedostatky v komunikaci s podpůrnými týlovými jednotkami.
Velitelství 7. armády tak přišlo o svou jedinou šanci na dosažení průlomu a dovedení útoku k vítěznému konci již v průběhu prosince 1939. Když se Finům podařilo těchto 20 tanků eliminovat, skončil celý útok vítězstvím finských ozbrojených sil 22. prosince 1939.